# François-René de Chateaubriand
François-René, wicehrabia de Chateaubriand /fʀɑ̃swa ʀəne də ʃatobʀiɑ̃/ (ur. 4 września 1768 w Saint-Malo, zm. 4 lipca 1848 w Paryżu) – francuski pisarz, polityk i dyplomata.
Urodził się 4 września 1768 roku w Saint-Malo, w starej rodzinie szlacheckiej. Młodość spędził w bretońskich szkołach i w rodzinnym zamku w Combourg. Po śmierci ojca w 1786 roku wyjechał do Paryża. W 1791 roku wyruszył w podróż do Ameryki. Powrócił stamtąd na wieść o aresztowaniu króla Ludwika XVI. Ożenił się pospiesznie z Céleste Buisson de la Vigne i wraz z bratem zaciągnął się do tworzonej w Belgii "armii książąt". Po ciężkich przejściach znalazł się w Anglii, gdzie pozostał do roku 1800. W Anglii żył w biedzie, borykając się z problemami zdrowotnymi będącymi skutkiem odniesionej w walce rany. Przeżył też nieszczęśliwą miłość do Charlotte Ives, której, jako żonaty mężczyzna, nie mógł poślubić. W tym czasie rozpoczął też twórczość literacką, publikując Éssai sur les révolutions. Po powrocie do Francji, w tym czasie już napoleońskiej, opublikował Atalę (1801), Geniusz chrześcijaństwa (1802) i Renégo (1805). Dzieła te przyniosły mu sławę i otworzyły drogę kariery. Rozpoczął pracę w dyplomacji, z której jednak zrezygnował po egzekucji księcia d’Enghien (1804). W następnych latach wiele pisał i podróżował. W 1809 roku wydał powieść Męczennicy, w 1811 Podróż z Paryża do Jerozolimy. W 1814 roku ogłosił pamflet O Buonapartem i Burbonach, torując drogę powrotowi dawnej dynastii na tron. W okresie stu dni towarzyszył Ludwikowi XVIII do Gandawy. Został parem Francji. Wydaną w 1816 roku broszurą O monarchii wedle Karty ściągnął na siebie niełaskę dworu. Jego związki z monarchią były napięte, był w stosunku do niej w równym stopniu wierny, co krytyczny. Po 1820 roku powrócił do działalności politycznej: najpierw jako ambasador w Berlinie, potem jako reprezentant Francji na kongresie w Weronie. Szczytem jego kariery było stanowisko ministra spraw zagranicznych, a największym sukcesem – zwycięska wojna z Hiszpanią (1823). Nie zyskawszy za swe zasługi oczekiwanego uznania przeszedł do opozycji. Po rewolucji lipcowej wycofał się z życia publicznego. Wydał w tym okresie: Studia historyczne (1831), Szkic o literaturze angielskiej (1836), Życie księdza Rancé (1844) i wśród powszechnego podziwu pisał dla potomności swe Pamiętniki zza grobu. Zmarł 4 lipca 1848 roku.

## Życiorys

### Dzieciństwo i młodość
François-René Chateaubriand pochodził ze starej i znakomitej rodziny bretońskiej, która jednak na początku XVIII wieku mocno podupadła. Jego ojciec René Chateaubriand nie miał środków na ukończenie szkoły i kupno stopnia oficerskiego. Rozpoczął więc służbę w marynarce jako chłopiec okrętowy, by z czasem dojść do stopnia kapitana. Wzbogacił się na korsarstwie, wówczas legalnym, i handlu czarnymi niewolnikami. W 1753 roku poślubił Apolline de Bedée. W kilka lat później kupił stary zamek w Combourg. Chateaubriandowie mieli dziesięcioro dzieci, z których przeżyło sześcioro. François-René był wśród nich najmłodszy. Urodził się 4 września 1768 roku, na wpół żywy. Zgodnie z ówczesnym zwyczajem został po urodzeniu oddany na wieś „do mamki”. Piastunka z obawy o jego zdrowie oddała go pod opiekę Matki Bożej.
W wieku trzech lat powrócił do rodziców mieszkających wówczas w Saint-Malo. W 1777 roku rodzina przeniosła się do Combourg, feudalnego zamczyska wśród wrzosowisk.
Ojciec Chateaubrianda był człowiekiem twardym, bezwzględnym i ponurym. Pobożna matka chciała by najmłodszy syn został księdzem, ojciec chciał go widzieć marynarzem. Przez kilka lat młody François-René uczęszczał z powodzeniem do kolegium w Dol. W Dol zaszczepiono mu kult antyku. W trakcie dalszej nauki u jezuitów w Rennes pogłębił swą wiedzę matematyczną. Po ukończeniu nauki udał się do Brestu. Oczekując na nominację doszedł do wniosku, że nie chce być marynarzem, raczej już księdzem. Podjął humanistyczne studia w Dinan, ale powołanie kapłańskie również nie okazało się trwałe. W 1784 roku powrócił do Combourg.

### W Combourg

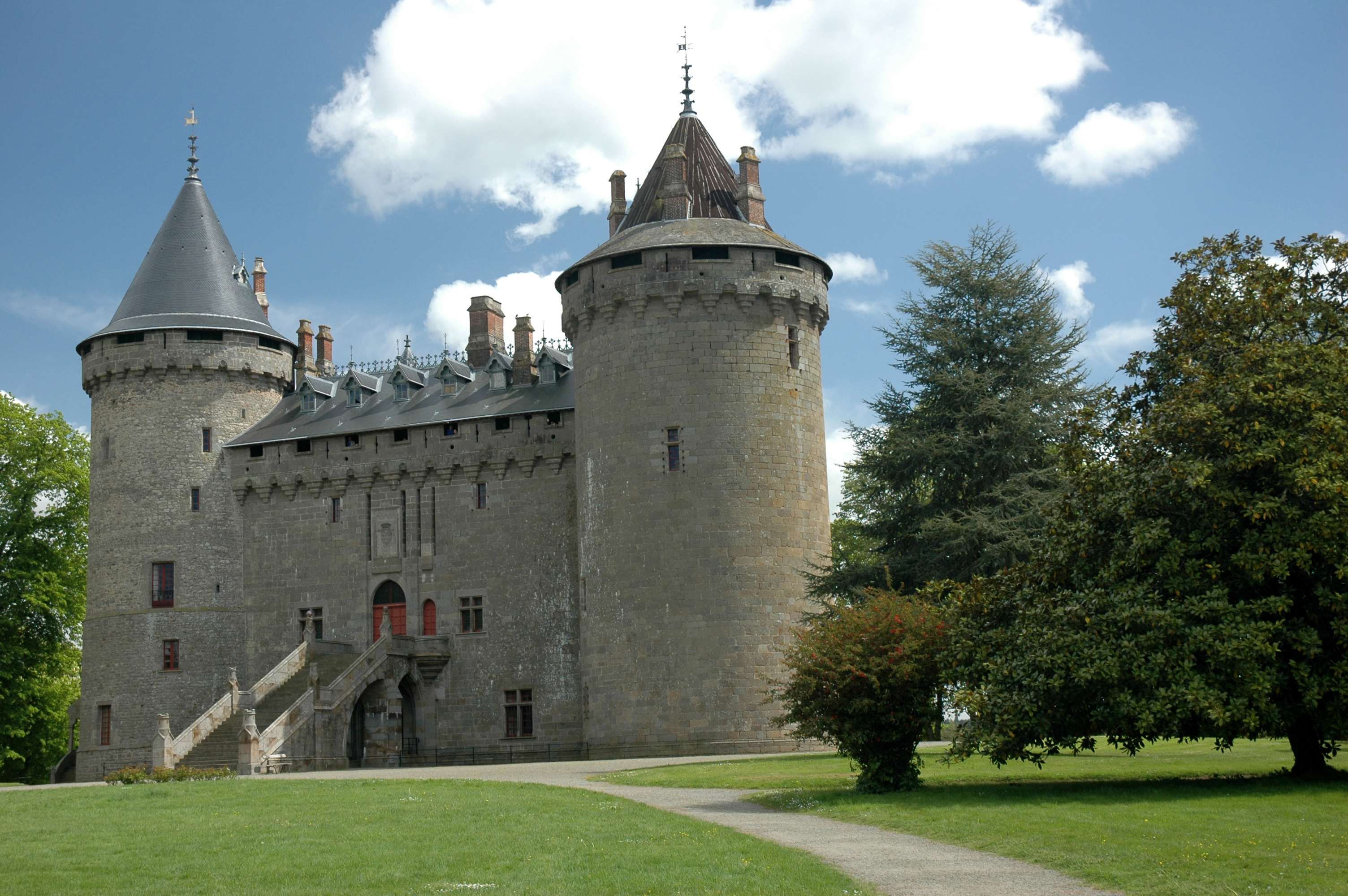
Zamek w Combourg

W Combourg spędził następne nieomal trzy lata u boku starzejącego się ojca zagrożonego paraliżem, cichej i schodzącej ojcu z drogi matki i jedynej siostry, która jeszcze pozostała w domu – Lucile, najbliższej mu w tym czasie istoty. Dni płynęły mu na czytaniu, wędrówkach po okolicznych lasach i wrzosowiskach i na snuciu marzeń. Wyrwany z marzeń widział się najmłodszym synem skąpego ojca, nieznanym, bez przyjaciół, bez celu w życiu. Udręczony egzystencją próbował popełnić samobójstwo, ale zawiodła go strzelba. Zdaniem biografów te lata wywarły decydujący wpływ na ukształtowanie się Chateaubrianda, namiętnego marzyciela, dla którego rzeczywistość może przynieść tylko rozczarowanie, wrażliwego na piękno dzikiego bretońskiego krajobrazu, związanego z rodzinną tradycją i obyczajem.

### Pierwsze lata rewolucji
Śmierć ojca w 1786 roku przyniosła radykalną odmianę w jego życiu. Wraz z siostrami Lucile i Julie de Farcy przeniósł się do Paryża. Dzięki stosunkom brata żonatego z wnuczką ministra Malesherbesa nawiązał kontakt ze światem literackim stolicy: z Chamfortem, Lebrunem, Parnym oraz Fontanesem, późniejszym przyjacielem i doradcą. Zaczytywał się w tym czasie w Rousseau, którego uwielbiał, przyjął również, za pośrednictwem Malesherbesa, niejedną z idei wolteriańskich. Choć ideowo bliski rewolucji zrażony jej okrucieństwem opowiedział się przeciwko niej.

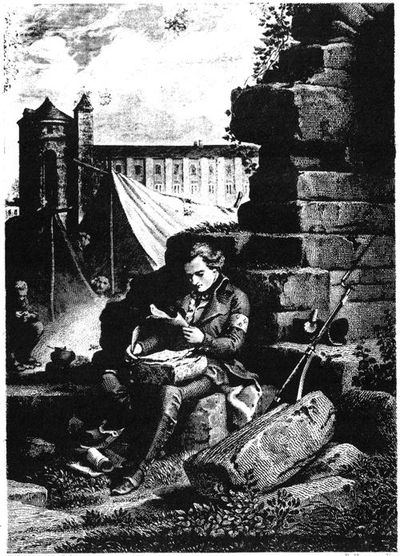
Chateaubriand w armii Kondeusza

Zachęcony przez Maleherbesa z początkiem 1791 roku wyruszył do Ameryki z zamiarem odkrycia północnej drogi do Indii. Ameryka początkowo go rozczarowała powszedniością swych miast i obywateli. Wkrótce jednak wędrując konno tylko w towarzystwie przewodnika przez puszcze zachwycił się bogactwem przyrody i pierwotną wolnością kontynentu. Po półrocznym pobycie w Stanach Zjednoczonych, na wieść o aresztowaniu króla powrócił do Francji. 2 stycznia 1792 roku wylądował w Hawrze. Z powodu napiętej sytuacji politycznej matka i siostra radziły mu, by poszedł w ślady brata i emigrował. Aby zdobyć środki na wyjazd 29 lutego wziął ślub z Celestą Buisson de la Vigne, kobietą niezbyt ładną i nie najświetniejszego rodu, a jak się okazało po ślubie, również niebogatą. Ostatecznie za pożyczone pieniądze i pod przybranym nazwiskiem wyjechał do Brukseli i zaciągnął się do armii rojalistycznej. Klęska pod Valmy przekreśliła jednak nadzieje emigrantów. Chateaubriand ranny przy oblężeniu Thionville, z trudem dotarł do Brukseli. Dzięki pomocy brata dostał do Francji, skąd w maju 1793 roku wyemigrował do Anglii. Przed wyjazdem odbył pielgrzymkę do miejsc związanych z życiem Jean-Jacques’a Rousseau.

### Na emigracji
Po kilku miesiącach przymierania głodem w Londynie przyjął posadę nauczyciela w hrabstwie Suffolk. W Suffolk dowiedział się o śmierci Malesherbesa i brata, o aresztowaniu żony i dwóch sióstr. Tam też zakochała się w nim córka miejscowego pastora Karolina Yves. Rodzice próbowali ułatwić związek dwojga młodych ludzi, nie domyślając się, że Chateaubriand jest żonaty. Po ujawnieniu tego faktu rodzicom Karoliny, nie pozostało mu nic innego jak powrócić do Londynu. Po odzyskaniu wewnętrznej równowagi kontynuował pracę nad Szkicem o rewolucjach, który wydał ostatecznie w 1797 roku. Książka pełna sprzeczności, jest wyrazem rozczarowania Chateaubrianda do wszelkiego rządu i do społeczeństwa jako takiego. Została przyjęta raczej chłodno, przyniosła jednak autorowi pewien rozgłos, który otwarł mu wstęp na emigracyjne, teraz zdecydowanie konserwatywne, salony.
W tym czasie dokonała się stopniowa przemiana wewnętrzna Chateaubrianda od rozpaczy i zwątpienia we wszystko ku poddaniu się prawdom objawionym. O swoim nawróceniu pisze we wstępie do Geniuszu chrześcijaństwa: "Matka moja w wieku 72 lat wtrącona do więzienia, patrzyła stamtąd na śmierć swoich dzieci, a potem sama wyzionęła ducha na nędznym posłaniu, na jakie skazały ją jej niedole. Świadomość moich błędów nasyciła goryczą ostatek jej dni; umierając nakazała jednej z moich sióstr, by przyzwała mnie na łono religii, w której wzrosłem. Siostra przekazała mi ostatnie życzenie mej matki i nim list dotarł do mnie przez morze, siostry już także nie było wśród żywych; zmarła wskutek przeżyć więziennych. Te dwa głosy, dobywające się z grobu, ta zmarła, pośredniczka zmarłej – wstrząsnęły mną; poczułem się chrześcijaninem. Nie uległem, wyznaję to wielkiemu, nadprzyrodzonemu światłu. Wiara moja wzięła początek z serca; zapłakałem i uwierzyłem".

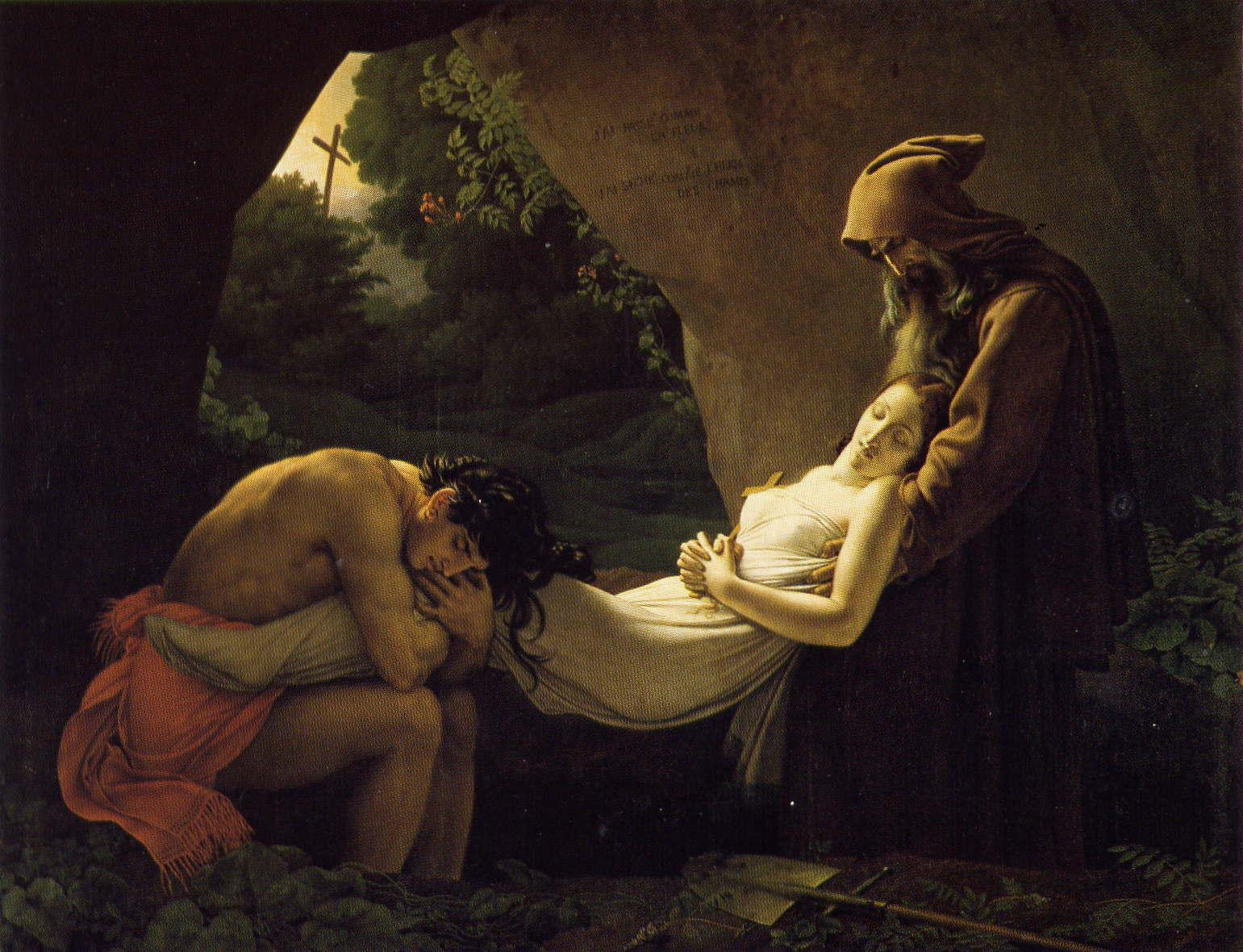
Scena z Atali

Powodzenie Szkicu o rewolucjach skłoniło Chateaubrianda do kontynuowania zatrudnień literackich. Pod wpływem przyjaciela Fontanesa zajął się przetwarzaniem notatek amerykańskich w epopeję z życia Indian z plemienia Naczezów. Równocześnie, również nie bez wpływu Fontanesa, podjął pracę nad dziełem apologetycznym O pięknościach poetyckich i moralnych religii chrześcijańskiej, który w przyszłości miał otrzymać tytuł Geniusz chrześcijaństwa. W 1800 roku w ślad za Fontanesem, pod przybranym nazwiskiem powrócił do Francji, zabierając ze sobą dzieło o chrześcijaństwie i dwa fragmenty Naczezów. Pełny rękopis epeopei złożył w depozycie, który miał odebrać po latach, gdy powrócił do Anglii jako ambasador Francji.
Pobyt w Anglii dopełnił edukacji Chateaubrianda. Tu doświadczył głodu, nędzy, poniewierki, przeżył śmierć bliskich, pierwszą młodzieńczą miłość. W Anglii zetknął się po raz pierwszy z ustrojem, który mocno zaciążył nad wyobraźnią polityczną przyszłego męża stanu. Wreszcie dopełnił też swojej edukacji literackiej. Przywiózł ze sobą znajomość autorów klasycznych, Woltera, La Harpa i Rousseau. W Anglii, jak sam wspomina: przyszło mi zrewidować większość sądów krytycznych, które przejąłem od Woltera, Diderota i Fontanesa. Tu zetknął się po raz pierwszy z arcydziełami dawnej literatury angielskiej: Szekspirem i Miltonem, z angielską powieścią XVIII-wieczną, z Pieśniami Osjana, poezją Younga, Graya, Burnsa i Blake’a. Zaczął też innym okiem patrzeć na Biblię.

### Czas arcydzieł
Po powrocie do Paryża Chateaubriand zamierzał wydać książkę o religii, której druk rozpoczął już w Londynie. Za radą Fontanesa wydał jednak najpierw 3 kwietnia 1801 roku fragment Naczezów – opowiadanie Atala, czyli Miłość dwojga dzikich na pustyni (Atala ou les Amours des deux sauvages dans le désert). Publikacja Atali wywołała gwałtowny spór między zwolennikami klasycyzmu: Morelletemi M. J. Chénierem, a młodymi zwolennikami romantyzmu. Przyniosła też Chateaubriandowi znaczny rozgłos.

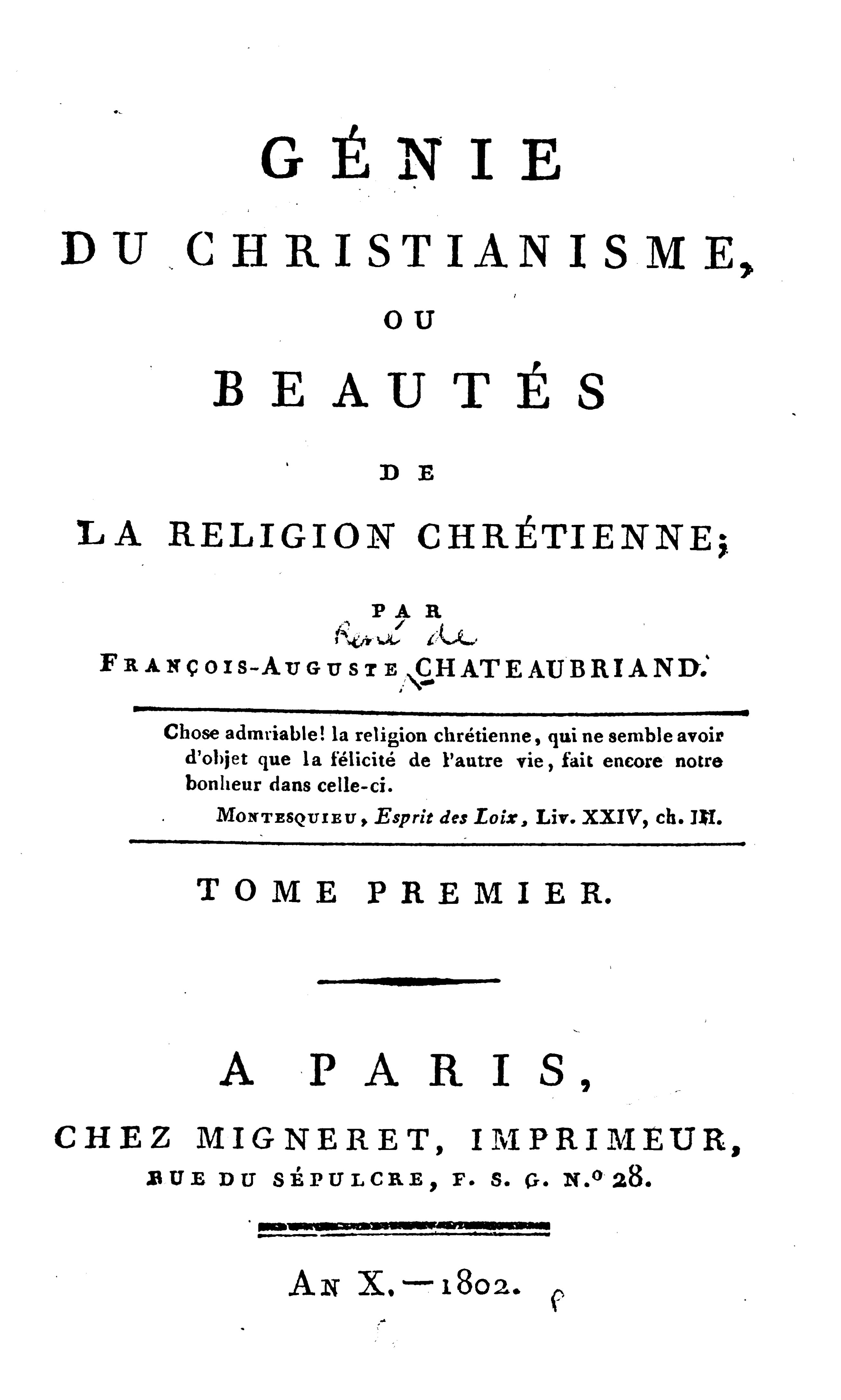
Strona tytułowa Geniuszu chrześcijaństwa

Prawdziwą sensacją okazało się jednak dopiero ukazanie się 14 kwietnia 1802 roku Geniuszu chrześcijaństwa, które zbiegło się z ogłoszeniem konkordatu. Swą apologią chrześcijaństwa Chateaubriand trafił w zapotrzebowanie czytelników rozczarowanych oschłością filozoficznych teorii oświeceniowych, a spragnionych odrodzenia mistycyzmu. W czerwcu 1803 roku dzięki Fontanesowi Chateaubriand otrzymał nominację na sekretarza ambasady francuskiej w Rzymie. Z zachwytem poznawał Włochy. Wskutek popełnionej niezręczności przy wykonywaniu obowiązków służbowych został odwołany do Paryża, gdzie 29 listopada 1803 roku otrzymał kolejną nominację, tym razem na ministra pełnomocnego w Valais. W chwili gdy przygotowywał się do wyjazdu, by objąć nowe stanowisko, dowiedział się o egzekucji księcia d’Enghien (21 marca 1804) i złożył rezygnację.
Przez cały okres istnienia Cesarstwa Chateaubriand wielokrotnie występował przeciw rządowi. Jednocześnie kontynuował twórczość literacką. W 1805 roku wydał, wyłączone z Geniuszu chrześcijaństwa opowiadanie René, które okazało się kolejnym sukcesem literackim pisarza. W latach 1806–1807 odbył długą podróż z Wenecji przez Grecję i Ziemię Świętą do Hiszpanii. Jej opis dał następnie w Podróży z Paryża do Jerozolimy (Itinéraire de Paris à Jérusalem, 1811), pierwowzorze romantycznych dzienników podróży. Wyruszył w tę podróż po części z nudy, po części z chęci uwolnienia się od miłości pani de Custine i z pragnienia spotkania się w Hiszpanii z Nathalie de Noailles, nade wszystko jednak aby zebrać materiał do zamierzonej epopei z życia pierwszych chrześcijan zatytułowanej Męczennicy. Sukces utworu wydanego w 1809 roku zapewnił mu upragniony fotel w Akademii (20 lutego 1811).
Inwigilowany przez policję po 1812 roku, w ostatnich miesiącach istnienia Cesarstwa, przewidując jego rychły upadek przygotował gwałtowny pamflet O Bonapartem i Burbonach (De Buonaparte et des Bourbons). Kolejne arcydzieło Chateaubrianda, opublikowane 3 kwietnia 1814 roku, rozeszło się w 10 tysiącach egzemplarzy, przyczyniając się w znacznym stopniu do restauracji Burbonów. W nowym rządzie Chateaubriand spodziewał się otrzymać tekę ministra spraw wewnętrznych. Ostrożny Ludwik XVIII, zmierzający do pogodzenia Francuzów z dystansem potraktował jednak zapalczywego poetę, proponując mu zaledwie stanowisko ambasadora Francji, najpierw w Turcji, a następnie w Szwecji. Chateaubriand obydwie propozycje odrzucił. Mimo to w Refleksjach politycznych (Réflexions politiques, grudzień 1814) nie zaprzestał wychwalać dobrodziejstw monarchii. W okresie Stu Dni Napoleona towarzyszył Ludwikowi XVIII do Gandawy. Kiedy jednak w sierpniu 1815 roku król zdecydował się oprzeć swą politykę na Talleyrandzie i Fouchém, rozgoryczony Chateaubriand przeszedł na stronę ultrasów.

### Kariera polityczna

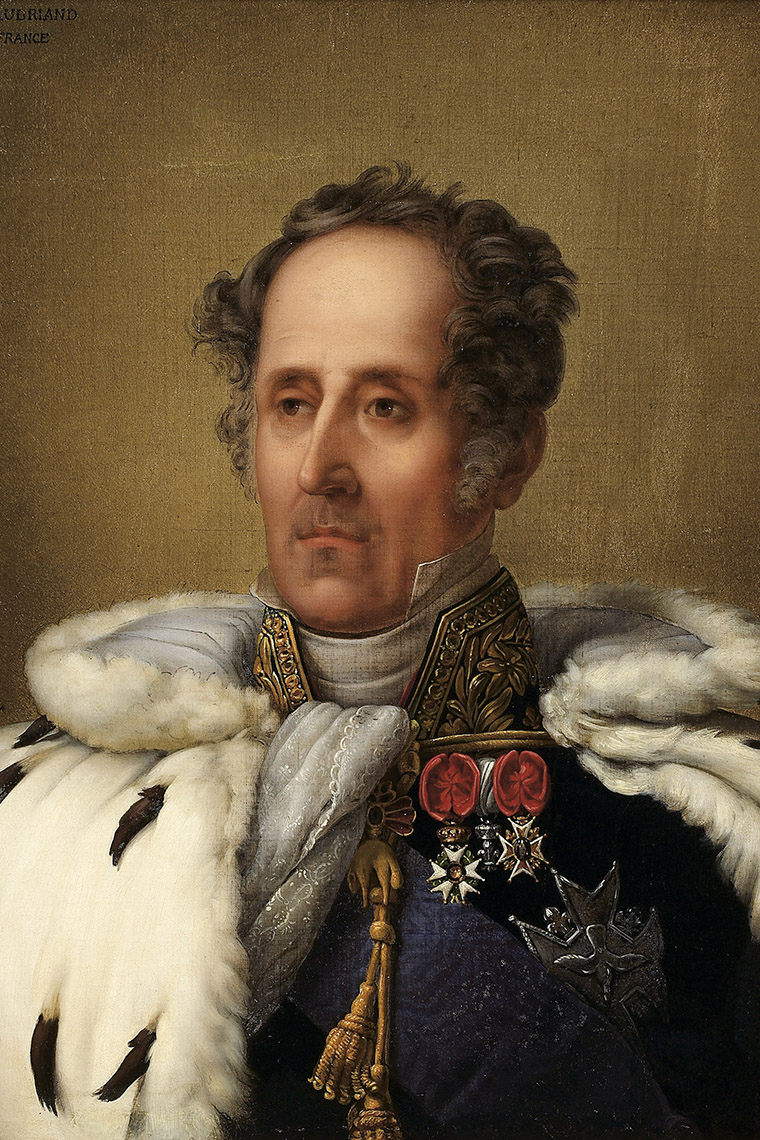
Portret Chateaubrianda z 1828 roku

W październiku 1816 roku wydał swoje credo polityczne: O monarchii na podstawie Karty (De la Monarchie selon la Carte) stając na pozycji obrońcy Karty Konstytucyjnej z 1814 roku. Nie podzielał jednak stanowiska liberałów, którzy widzieli w Karcie narzędzie ograniczenia władzy królewskiej, występował w obronie władzy królewskiej przeciw zakusom podstępnych i interesownych ministrów. W drugiej części książki przedstawiał historię kolejnych gabinetów, poczynając od 1814 roku. Utwór obfitował w ironiczne uwagi w rodzaju: Tak jak wiek starych jeleni oblicza się na podstawie rozgałęzień ich poroża, tak dziś można ocenić pozycję człowieka, opierając się na liczbie złożonych przezeń przysiąg. Tonowi książki zawdzięczał swą głośną niełaskę. W 1819 roku założył wspólnie z Bolandem i Lammenaisem dziennik „Le Conservateur”, w którym kontynuował swą linię polityczną, publikując serię opozycyjnych artykułów wymierzonych, nie tyle przeciw samej monarchii, co przeciw jej ministrom. Zamordowanie księcia de Berry w kwietniu 1820 roku, wydawało się potwierdzać jego nieprzejednane stanowisko, przyniosło też jego powrót do życia politycznego
Od stycznia do kwietnia 1821 r. pełnił funkcję ambasadora Francji w Berlinie. Następnie 30 kwietnia został mianowany ministrem stanu. W lipcu jednak podał się do dymisji w geście solidarności z ultrakonserwatywnymi ministrami: Villèlem oraz Corbièrem. Po mianowaniu premierem w dniu 5 września 1822 Villèle'a Chateaubriand został ambasadorem Francji w Londynie. Reprezentował Francję, wraz z ministrem spraw zagranicznych Mathieu de Montmorencym, na kongresie w Weronie, wkrótce jednak zajął jego miejsce. Jako minister spraw zagranicznych (od 1 stycznia 1823 do 6 czerwca 1824) był inicjatorem francuskiej interwencji zbrojnej w Hiszpanii w obronie Ferdynanda VII przed siłami liberalnymi. Został odwołany pod pretekstem, iż nie poparł w Izbie Parów przygotowanego przez Villèle'a projektu konwersji rent państwowych, popieranego przez hrabiego d’Artois. Oświadczywszy  Byłem szczerym przyjacielem pana de Villèle, pozostanę jego nieprzejednanym wrogiem przeszedł do opozycji i zbliżył się do liberałów. Publikował w tym czasie w „Journal des débats” artykuły nawiązujące do idei wyrażonych w Monarchii na podstawie Karty.
Zajęty działalnością polityczną niewiele czasu mógł poświęcić literaturze. Niemniej w 1826 roku podjął pracę nad wydaniem zbiorowym swych dzieł (Oeuvres compèts), w którym opublikował po raz pierwszy napisanych jeszcze na emigracji Naczezów oraz niewielką powieść Przygody ostatniego z Abenserażów (les Aventures du dernier des Abenserage). Utwór napisany jeszcze w 1807 roku opowiadał z wdziękiem właściwym trubadurom o rywalizacji Francuza Lautreca i Maura Abena Hameta o względy pięknej Blanki.
Po upadku rządu Villèle'a sprawował funkcję ambasadora Francji w Rzymie z ramienia rządu Martignaca. Ze względu na brak zaufania ze strony Karola X objął to stanowisko jednak dopiero 9 października 1828, już po zakończeniu negocjacji prowadzonych przez Francję z papiestwem w sprawie słynnych ordonansów uderzających w jezuitów. W listopadzie 1829 po mianowaniu premierem Francji Jules’a de Polignaca, złożył rezygnację, uważając że król popełnił omyłkę i obawiając się nieznośnej arogancji premiera. Rewolucja lipcowa potwierdziła jego rachuby, przyniosła mu też uznanie liberałów upatrujących w nim obrońcę wolności prasy. Chateaubriand próbował ratować monarchię Burbonów. 7 sierpnia 1830 roku przed zakłopotaną Izbą Parów, mającą zatwierdzić wybór na króla Ludwika Filipa, wygłosił płomienne przemówienie: Wybieracie dziś króla, któż więc wam przeszkodzi, gdy jutro innego zechcecie znów wybrać.

### Ostatnie lata życia
Po wyborze Ludwika Filipa przeszedł do opozycji i pozostał w niej do końca życia, gorliwie pracując nad przywróceniem monarchii Burbonów. W broszurze O Restauracji i monarchii elekcyjnej (De la restauration et de la monarchie elective, 24 marca 1831) mieszając inwektywy z szyderstwami wskazywał na sprzeczności monarchii lipcowej. W broszurze z 31 października 1831 roku protestował przeciwko wygnaniu Karola X i jego rodziny (le Banissement de Charles X et de sa famille). W 1832 roku poparł księżną de Berry usiłującą wzniecić powstanie w Wandei, a po jej klęsce w Nocie w sprawie uwięzienia Najjaśniejszej księżnej de Berry (Mémoire sur la captivité de Madame la duchesse de Berry) wystąpił w jej obronie. Dwukrotnie odwiedził w Pradze starego króla Karola X. W pięknych, przesyconych melancholią stronicach dał potem opis Dworu na wygnaniu i jego skostniałej etykiety.
Równolegle z działalnością polityczną kontynuował zatrudnienia literackie. W 1831 roku wydał Studia historyczne poparte analizą rozumową historii Francji (Études historiques suivies d’une analyse raisonée de l’Histoire de France), w której pobrzmiewają echa Geniuszu chrześcijaństwa i Męczenników. W 1836 roku wydał Szkic o literaturze angielskiej (Essai sur la litterature anglaise) napisany jako wstęp do Raju utraconego Miltona, w którym piękne strony poświęcił twórczości Szekspira. W 1844 roku wydał bardzo interesującą książkę Życie księdza Rancé (la Vie de Rancé), będącą biografią reforma z La Trappe, założyciela zakonu trapistów. Na marginesie biografii Chateaubriand snuje medytacje nad własnym życiem, wzruszające rozważania poświęcając miłości, starości i śmierci. Przez wszystkie te lata pracuje też nad arcydziełem swego życia Pamiętnikami zza grobu.
Ostatnie lata życia upłynęły pisarzowi pod znakiem chorób i kłopotów finansowych. W 1836 w zamian za dożywotnią rentę zaciągnął, jak sam stwierdził dług hipoteczny na swój grób sprzedając prawa autorskie do Pamiętników zza grobu pod warunkiem, że zostaną opublikowane po jego śmierci. Dane mu było jeszcze oglądać upadek uzurpatora. Zmarł 4 lipca 1848 roku. Został pochowany, zgodnie ze swym życzeniem, na oblanej morzem wysepce Grand Bé, naprzeciw rodzinnego Saint-Malo.
Był członkiem honorowym Towarzystwa Warszawskiego Przyjaciół Nauk. W 1842 odznaczony cywilnym Pour le Mérite.

## Dzieło

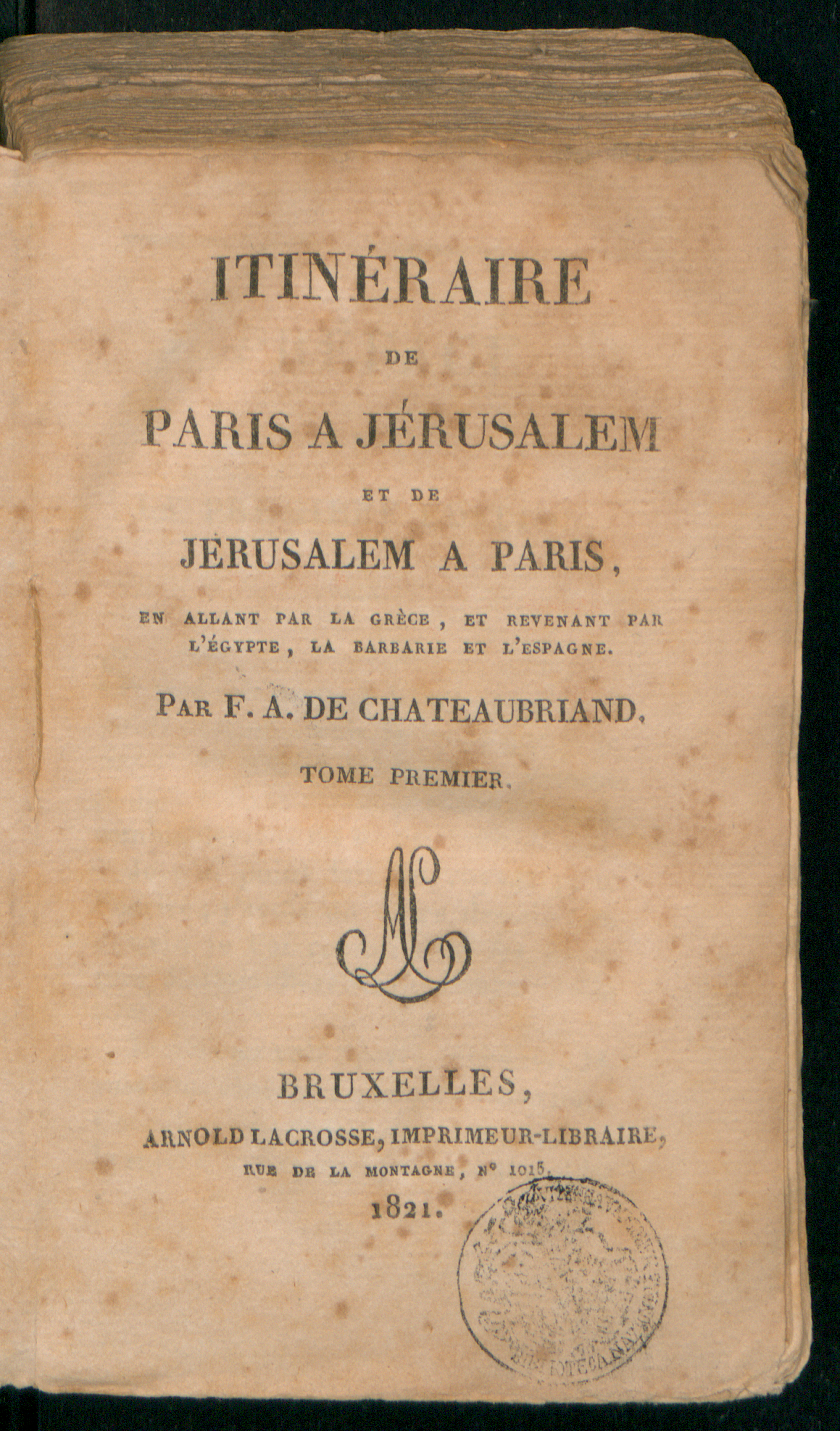
Itinéraire de Paris à Jérusalem et de Jérusalem à Paris, 1821

### Utwory
- Essai historique, politique et moral sur les révolutions anciennes et modernes, considérées dans leurs rapports avec la Révolution française (1797)
- Atala (1801)
- Geniusz chrześcijaństwa (Génie du christianisme, 1802)
- René (1805)
- Męczennicy (les Martyrs, 1809)
- Pamiętniki mego życia (1809)
- Opis podróży z Paryża do Jerozolimy (Itinéraire de Paris à Jérusalem, 1811)
- O Bonapartem i Burbonach (De Buonaparte et des Bourbons, 1814)
- Refleksje polityczne (Réflexions politiques, grudzień 1814)
- O monarchii na podstawie Karty (De la Monarchie selon la Carte, październik 1816)
- Naczezi (Les Natchez, 1826)
- Przygody ostatniego z Abenserażów (les Aventures du dernier des Abenserage, 1826)
- Podróż do Ameryki (1827)
- Tableau de la Nature (1829)
- O Restauracji i monarchii elekcyjnej (De la restauration et de la monarchie elective, 24 marca 1831)
- Wygnanie Karola X i jego rodziny (le Banissement de Charles X et de sa famille, 31 października 1831)
- Studia historyczne poparte analizą rozumową historii Francji (Études historiques suivies d’une analyse raisonée de l’Histoire de France, 1831)
- Nota w sprawie uwięzienia Najjaśniejszej księżnej de Berry (Mémoire sur la captivité de Madame la duchesse de Berry, 1832)
- Szkic o literaturze angielskiej (Essai sur la litterature anglaise, 1836)
- Kongres w Weronie (1838)
- Życie księdza Rancé (Vie de Rancé, 1844)
- Pamiętniki zza grobu (pośmiertnie) (1848).

### Artyzm Chateaubrianda
Styl Chateaubrianda odznacza się niezwykłą żywością imaginacji. Badacze wykazali, że z braku czasu pisarz nie mógł zwiedzić wybrzeży Missisipi i Florydy opisanych w Naczezach i Atali i że elementy swych opisów musiał zaczerpnąć z relacji innych. Mimo to w porównaniu z jego opisami opisy informatorów wydają się bezbarwne i martwe.
Chateaubriand posiadał zdolność przesycania, tego co pisał, treścią emocjonalną. Liryczna wibracja jego zdań wypełnia i przedłuża ich sens, czyniąc jego prozę poezją w stanie czystym.
Przez długi czas w swojej twórczości podlegał wpływom XVIII-wiecznej retoryki, korzystając z bogatego rejestru jej środków: nagromadzenia peryfraz, epitetów, inwersji. Centaur w zielonym stroju oznacza u niego dragona, cyklop artylerzystę, ognista rura strzelbę. Nie brak apostrof do Kaliope i Muz. Czyni to jego powieści Naczezów, Męczenników, ckliwymi i trudnymi w odbiorze. O wiele lepiej czyta się notatki z podróży, na których oparł się przy pisaniu tych utworów. W Pamiętnikach wykorzystuje już w pełni dar transponowania bezpośrednich wrażeń, tak by nie traciły nic z kolorytu i plastyczności, a niejednokrotnie również surowego autentyzmu.
Dojrzały styl jego utworów charakteryzuje się:
- monumentalnością: Chateaubriand widzi we wszystkich rzeczach ich rysy szlachetne i wspaniałe. Wyraża to za pomocą wzniosłych obrazów i olśniewającej trafności sformułowań. Płaci za to jednak emfazą[25]. Przedmiotem refleksji poety może być według Chateaubrianda jedynie Bóg, natura i on sam. Rodzi to na przyszłość pewne niebezpieczeństwo, którego jego naśladowcy, np. W. Hugo, nie zawsze będą umieli uniknąć, popadając w cokolwiek „dętą” bombastyczność[26].
- żywością i nerwową dynamicznością: zwłaszcza w Opisie podróży i Pamiętnikach[25].
- muzycznością: nie oznacza to jednak monotonii. Chateaubriand zachowuje równowagę pomiędzy rytmem, harmonią a marzeniem. Umiejętnie wykorzystuje też walory dźwiękowe słów.
- plastycznością: najpiękniejsze stronice prozy Chateaubrianda zawierają opisy. One stanowią o wartości Atali, Geniuszu chrześcijaństwa, Opisu podróży. W Męczennikach krajobrazy transponuje na obrazy historyczne zgodnie z ówczesnym gustem malarskim[27].

Spora część dzieła pisarza współcześnie nie nadaje się do czytania. Przede wszystkim jego powieści, ale i spore partie Geniuszu chrześcijaństwa, część pism teoretycznych i fragmenty Pamiętników. Podkreśla się, że pisarz nie miał daru zjednywania ludzi. Zainteresowany jedynie sobą w obliczu Boga, nie interesował się obserwowaniem ludzkich charakterów. W konsekwencji wszystko, co nie jest w jego utworach transpozycją siebie samego, jest nad wyraz słabe. Sporą trudność w czytaniu jego wcześniejszych utworów sprawia klasycystyczna maniera jego stylu, z którego dopiero stopniowo się wydobywał. Geniuszowi chrześcijaństwa zaszkodził właśnie oratorski styl, jak i słabość dowodowa sporych partii dzieła. Pisma oparte na notatkach z lektur najciekawsze są w tych fragmentach, gdzie autor rozmawia ze sobą samym, co potem doskonale rozwinie w Pamiętnikach zza grobu – poufnym dzienniku myśli stylisty i człowieka na widoku publicznym.

### Wpływ i znaczenie
Théophile Gautier określił wpływ Chateaubrianda na literaturę europejską zdaniem: Odnowił katedrę gotycką, otworzył zamknięte drzwi wielkiej przyrody i wynalazł nowoczesną melancholię.

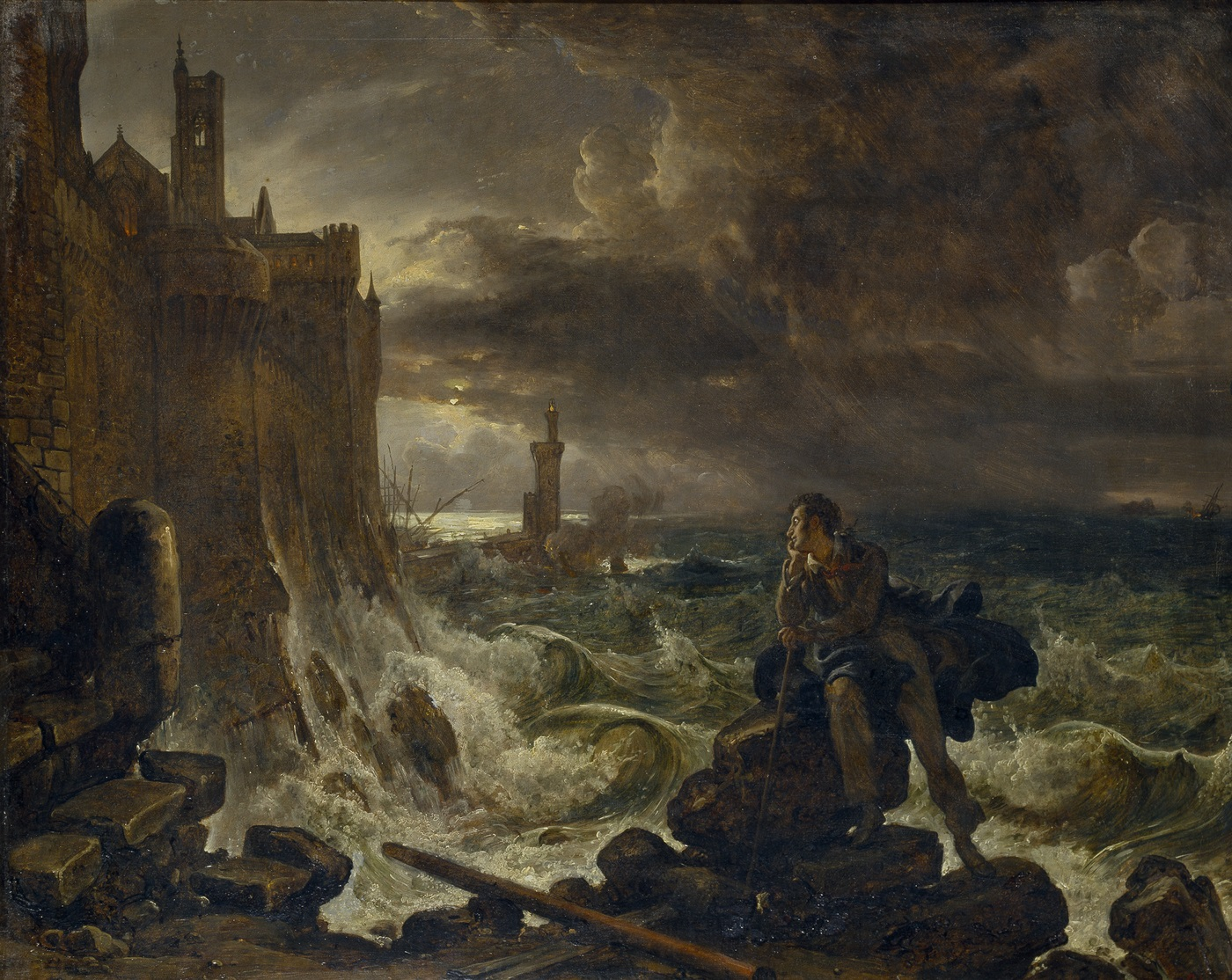
Scena z Renégo

Geniuszem chrześcijaństwa Chateaubriand przyczynił się do odrodzenia ducha religijnego w literaturze europejskiej. Konieczność powrotu do religii chrześcijańskiej wywodził nie tylko z potrzeby przywrócenia tradycji przodków, ale i z piękna sztuki, liturgii i duchowości chrześcijańskiej. Był pierwszym pisarzem, który piękno Biblii wyniósł ponad dzieła Homera i Wergiliusza. Satyrom mierzącym w życie klasztorne przeciwstawił piękno gotowych na męczeństwo misjonarzy. Wskazywał na rolę cywilizacyjną Kościoła w epokach zamętu. Zachwycił się pięknem wieków średnich i architektury gotyckiej, w XVIII wieku utożsamianych z barbarzyństwem. Zadał też cios przeżytkom klasycyzmu w literaturze domagając się wygnania z lasów pogańskich bóstw i odmalowywania puszcz w całym ich pierwotnym majestacie. Od jego czasu nawet ci, którzy mieli – jak Renan czy Taine – stanąć w opozycji do Kościoła, zachowywali zrozumienie i cześć dla chrześcijaństwa. Pod jego też wpływem piętno śmieszności, które w XVIII wieku przylgnęło do spraw wiary, przeniosło się na racjonalny ateizm.
Rozwijając idee Rousseau i Bernardina de Saint-Pierre odkrył przed współczesnymi piękno dzikiej przyrody w Atali, opowieści o nieszczęśliwej miłości na tle pierwotnej przyrody amerykańskiej, odkrywając dla literatury zarówno naturę, jak i amerykański krajobraz.
W stanowiącym epizod Geniuszu chrześcijaństwa – Reném Chateaubriand podjął temat melancholii – niemal nieznanej starożytnym, a niewystarczająco postrzeganej przez nowożytnych – przedstawiając losy młodzieńca żyjącego potężnymi i niejasnymi namiętnościami, a jednocześnie pewnością, że nie zostaną one nigdy zaspokojone. Opisana w książce płomienna i tragiczna miłość Renégo i Amelii zawładnęła wyobraźnią kobiet, a w okresie ponapoleońskiej stagnacji uczyniła Renégo bohaterem pokolenia. Chateaubriand przybrał uczuciowego plebejusza Rousseau w płaszcz arystokratycznego młodzieńca, ściganego przez los nieszczęściami, jakich nikt nie zaznał, dręczonego niezaspokojeniem, wędrującego przez egzotyczne krainy. Stworzył model duszy namiętnej, samotnej, lubującej się w cierpieniach, szukającej ucieczki w nieskończoności, wrażliwej na piękno przyrody, na tragizm i tajemnicę, zanurzonej w bezsensie istnienia i szukającej pociechy w religii. Jego śladem podążyli A. de Vigny, B. Constant (Adolf), A. de Musset (Spowiedź dziecięcia wieku), G. Sand (Lelia) we Francji, a G. Byron w Anglii. W romantycznym teatrze z ducha Renégo zrodzili się: Hernani, Ruy Blas, Didier. W polskiej literaturze: hrabia Henryk z Nie-boskiej komedii, Szczęsny z Horsztyńskiego, a nawet Leon Płoszowski z Bez dogmatu.
Jego Męczennicy, przeciwstawiający sobie chrześcijaństwo i pogaństwo w rzymskiej Galii, stali się prototypem szeregu utworów na ten temat, do których w literaturze polskiej należą m.in. Irydion i Quo vadis, a w literaturze światowej Ben Hur L. Wallace’a czy Barabasz P. Lagerkvista. Opis podróży z Paryża do Jerozolimy stał się wzorem diariusza podróży w literaturze XIX wieku. Ucząc współczesnych, przede wszystkim w Geniuszu chrześcijaństwa odnajdywać w starych tekstach szczegóły odzwierciedlające duszę i życie minionych cywilizacji, oddziałał na nowożytną historię, rozumianą jako ożywianie i wskrzeszanie przeszłości. Od Chateaubrianda wywodzi się też nowa krytyka literacka wskazująca na związek dzieła literackiego z epoką, w której ono powstało. Chateaubriand wskazał również na znaczenie formy w literaturze – określając poszukiwanie piękna jako istotny cel dzieła literackiego.